# Skála
Skála [ˈskɔala] est un village sur la côte est de l'île d'Eysturoy, dans les îles Féroé.

## Géographie
L'ancienne commune Skáli comprenait également Skálabotnur. Les deux endroits se trouvent le long du Skálafjørður, le plus long fjord des îles Féroé, offrant un accès direct aux eaux de l'Atlantique Nord.
Les environs de Skála offrent des opportunités de randonnée, notamment le sentier menant à Selatrað, qui traverse la gorge de Trongmannagjógv.
On trouve à proximité une cascade et une rivière.
Les sommets environnants incluent Halgafelstindur (758 m) et Reyðafelstindur (764 m).

## Toponymie
Le village a repris son nom d'origine Skála après s'être appelé Skáli [ˈskɔalɪ] jusqu'en 2011. Il s'appelle en danois Skåle.

## Histoire

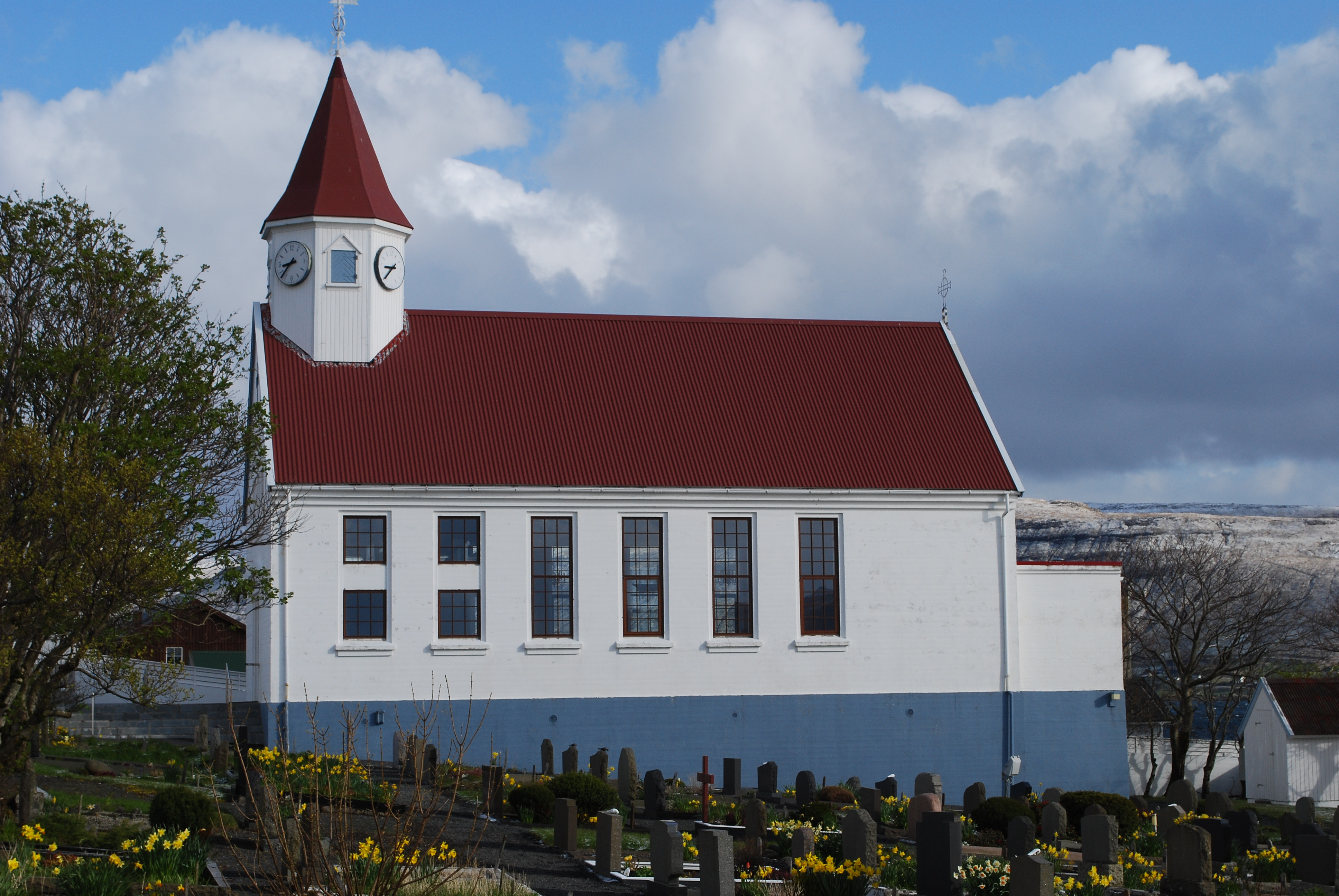
L'église de 1940 de Skála.

Skála est mentionné pour la première fois dans le Hundabrævið, un document juridique datant de la seconde moitié du XIVe siècle, attestant de son existence au Moyen Âge.
Au XVIe siècle, l'église de Skála et tous ses fidèles furent emportés par la mer lors d'une tempête.
Jusqu’en 1940, les habitants de Skála se rendaient à l’église située à Sjógv sur Strendur. L'actuelle église du village a été ouverte en 1940, conçue par H.C.W. Tórgarð. L'intérieur de l'église de 1940 est en bois, tandis que le bâtiment est en béton. Le cimetière s'étend à côté. Une maquette de bateau est attachée au plafond de la nef.
Une maison de prière (meinigheitshús) fut construite en 1960, puis une nouvelle maison de prière a été inaugurée en 2006. La communauté des frères (Brøðrasamkoman) dispose de son propre lieu de culte, Neria, depuis 1979.
Une école a été édifiée en 1965, conçue par les architectes Lamhauge & Waagstein, et un nouveau bâtiment scolaire fut mis en service en 1990. L'école de Skála (Skála skúli) assure l'enseignement du 1ᵉʳ au 7ᵉ niveau scolaire, après quoi les élèves poursuivent leur scolarité au collège intercommunal de Løkin à Runavík.
En 1994, le navire Vasily Adonkin est arrivé ici en provenance de Mourmansk pour des réparations. Peu de temps après, le propriétaire russe a fait faillite. L'équipage de huit personnes ne recevait plus d'argent et ne pouvait pas se permettre les billets d'avion de retour pour Mourmansk. Ce n’est que deux ans plus tard qu’ils ont pu rentrer chez eux.
Skála a été une municipalité indépendante de 1952 au 1er janvier 2005, incluant également Skálabotnur. En 2005, elle a été intégrée à la municipalité de Runavík

### Chronologie
- XIVe : Skála mentionné dans le Hundabrævið
- 1940 : construction de l'église actuelle
- 1941 : acquisition du chantier naval par la société P/F J.F. Kjølbro de Klaksvík
- 1960 : construction d'une maison de prière
- 1965 : édification d'une école ; fondation du club de football.
- 1979 : installation de la communauté des frères (Brøðrasamkoman) dans son propre lieu de culte, Neria
- 1988 : fondation de EL-Service P/F
- 1990 : construction d'un nouveau bâtiment scolaire.
- 1994 : réparation du Vasily Adonkin.
- 2005 : rattachement de Skála à Runavík.
- 2006 : construction d'une deuxième maison de prière.
- 2007 : Skála compte 657 habitants.
- 2012 : Skála compte 663 habitants.
- 2013 : création de la société historique
- 2024 : Skála compte 772 habitants.

## Population
Le village comptait 657 habitants en 2007, 663 en 2012. On en compte 772 en janvier 2024.

## Économie et infrastructures
Skála abrite le plus grand chantier naval dans les îles Féroé, le Skála Skipasmiðja, avec une cale sèche et un hall de construction. C'est le plus gros employeur du village. En 1901, deux armateurs de Tórshavn, Jens í Dali et Søren Müller achètent une vieille cale sèche, qu'ils mettent en service à Skála en 1904 sous le nom de Kongshavnar Skipasmiðja ("Chantier naval du port royal"). En 1941, le chantier est acquis par la société P/F J.F. Kjølbro de Klaksvík, qui a longtemps exploité plusieurs entreprises dans la pêche et l'industrie du poisson dans le village. En 1997, le chantier naval est racheté par Tórshavnar Skipasmiðja, et il fait aujourd'hui partie du groupe MEST, qui possède également des chantiers navals à Tórshavn et Vestmanna.
EL-Service P/F, fondée en 1988 dans l'ancien bâtiment de séchage de Kjølbro, est une autre entreprise importante du village. Elle emploie environ 30 personnes et travaille principalement dans l’installation électrique à bord des navires et dans les tunnels.
Le village a un magasin d'alimentation générale et d'une boulangerie, Bakaríið á Skála, qui fournit également les villages voisins en vivres.

## Vie culturelle et sportive

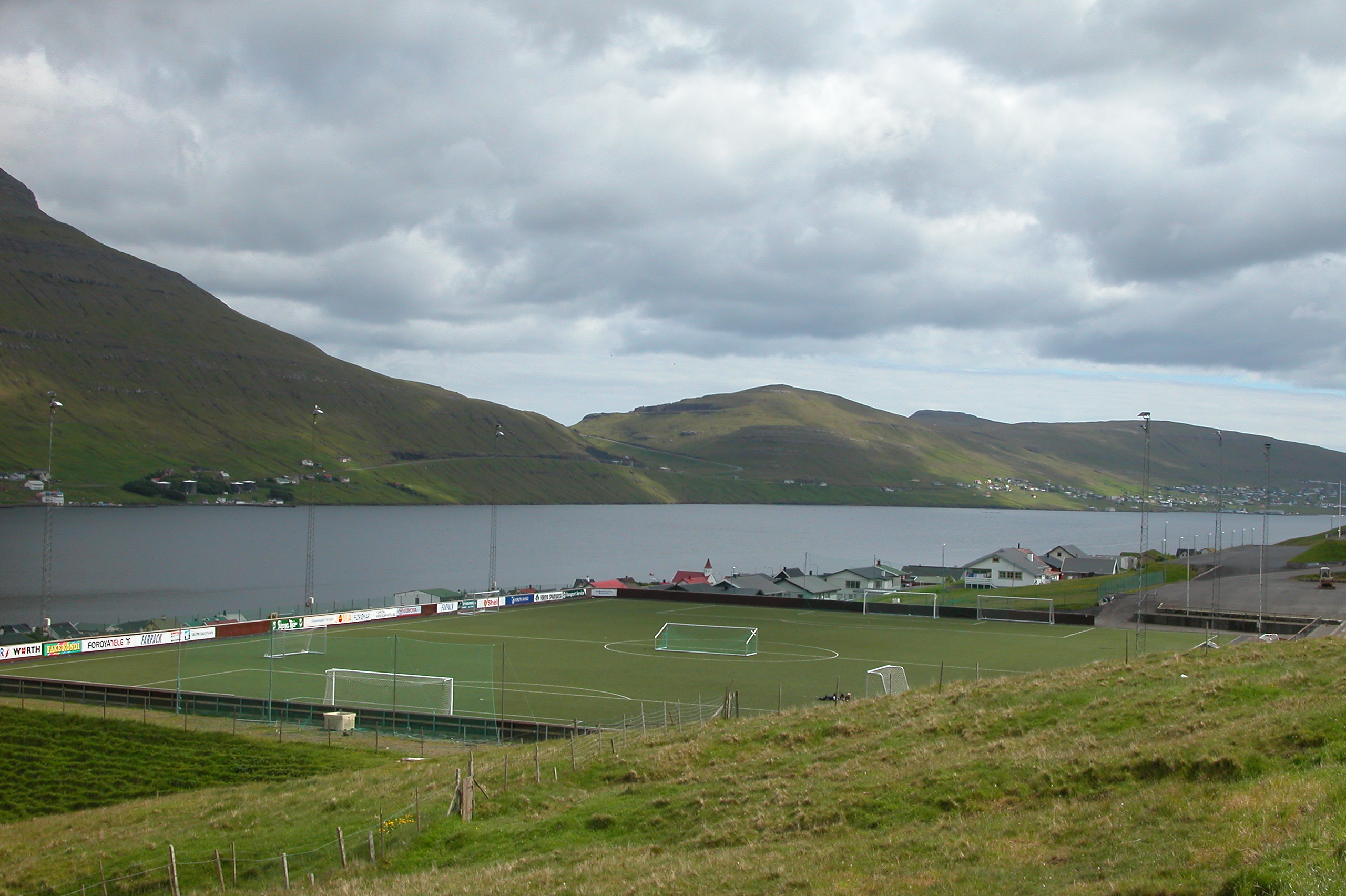
Le terrain de football de Skála.

Le village a un terrain de football, et un stade capable d'accueillir 2000 spectateurs. Le club, fondé en 1965, comporte une équipe masculine de football du village s'appelle Skála ÍF (c'est-à-dire Skála Ítróttarfelag), et l'équipe féminine s'appelle EB-streymur/Skála.
Il y a une salle de sport qui propose également une cafétéria ouverte au public.
En 2013, une société historique (Fornminnisfelag) pour Skála et la région du Skálafjørður a été créée, et elle gère aujourd'hui un musée local.

## Équipements publics
Le Barnahúsið Sellin est une crèche et garderie pour les enfants âgés de 0 à 6 ans. L’établissement pour personnes âgées de Skála est un centre de soins de répit pour personnes atteintes de démence, et il fait partie du réseau Roðin, un partenariat intercommunal en matière de prise en charge des personnes âgées autour du Skálafjørður.
Il y a un camping à Skála.